# تاریخ پیدا شدن سیب زمینی
تاریخ پیدا شدن سیب زمینی کتابی است که از زبان فرانسه به فارسی ترجمه شده‌است. میرزا یوسف خان مستشارالسلطنه (۱۲۳۹–۱۳۱۳ق)، از روشنفکران زمانه، این کتاب را در آخرین سال حیات خود، به سال ۱۳۱۳ق/۱۲۷۴ش/۱۸۹۵م در دوره مظفرالدین شاه ترجمه کرد.

## هدف از ترجمه کتاب
از آنجایی که عامه مردم اطلاع دقیقی از نحوه کشت و مصرف سیب‌زمینی (که در آن زمان در ایران گیاه جدیدی محسوب می‌شد) نداشتند، دولتمردان قاجاری تألیف و ترجمه کتابچه‌ها و کتاب‌های راهنما را تشویق می‌کردند.

## نتیجه تلاش برای معرفی سیب زمینی
دستاوردهای پژوهش مشخص می‌کند با حمایت ناصرالدین شاه از کاشت گیاه سیب‌زمینی و استقبال توده مردم از این غذای جدید، در عرض پنجاه سال، سیب‌زمینی بعد از گندم، به عنوان مهم‌ترین منبع غذایی ایرانیان مورد استفاده قرار گرفت.

## نگاهی به متن کتاب

### حفظ سیب زمینی
برای حفظ سیب زمینی از مرض، یک سیر کات کبود را در سه من سیب زمینی حل کنند بعد چهل مثقال روی، که فلز معروف است در آن بیندازند. دوازده ساعت بماند. بعد روی را بیرون بیاورند و سیب‌ها را میان آن بیندازند. پس از ده ساعت سیب‌ها را بیرون آورده و بلافاصله بکارند؛ و در جای دیگری می‌نویسد باید دوغاب آهک درست کرد و سیب‌ها را در آن انداخت تا روی آنها را کاملاً بپوشاند و بعد سیب‌ها را خشک کرده و انبار کنند.

### خاصیت سیب زمینی
از جمیع حبوبات و نقولات و هر قسم نباتات سوای گندم، به جهت غذای انسان و حیوان،
سیب زمینی بهتر است و با قوتتر و طریق کاشتن و عمل آوردن آن هم آسان‌تر و بی زحمتتر است. در هر مملکت که سیب زمینی زراعت بشود، آن مملکت از واهمه قحطی ایمن است. حاصل آن در زمین بد چهار مقابل می‌شود؛ بیش از حاصل گندمی است که در زمین خوب کاشته شده باشد.